# GZA (Rapper)

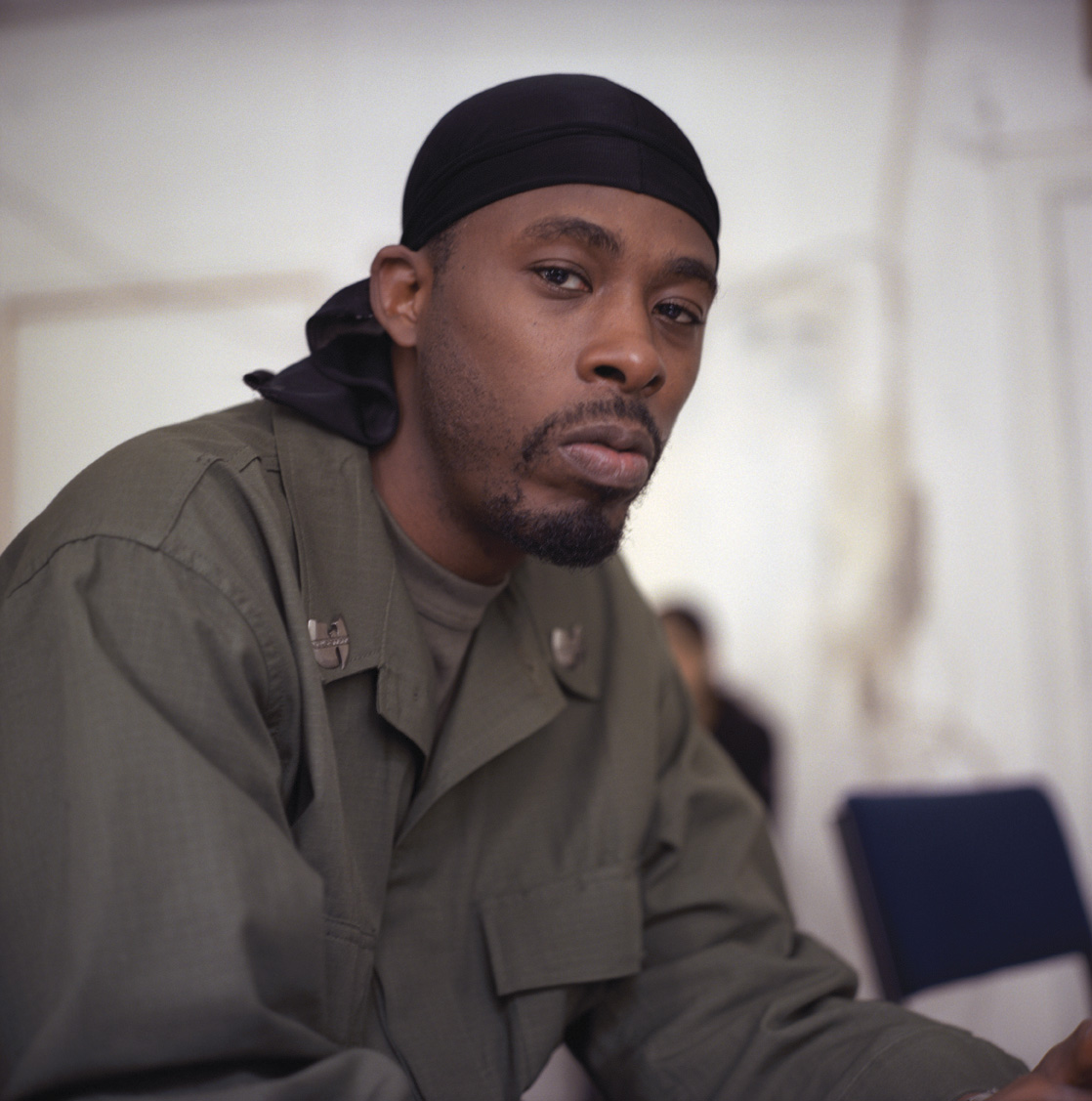
GZA (2000)

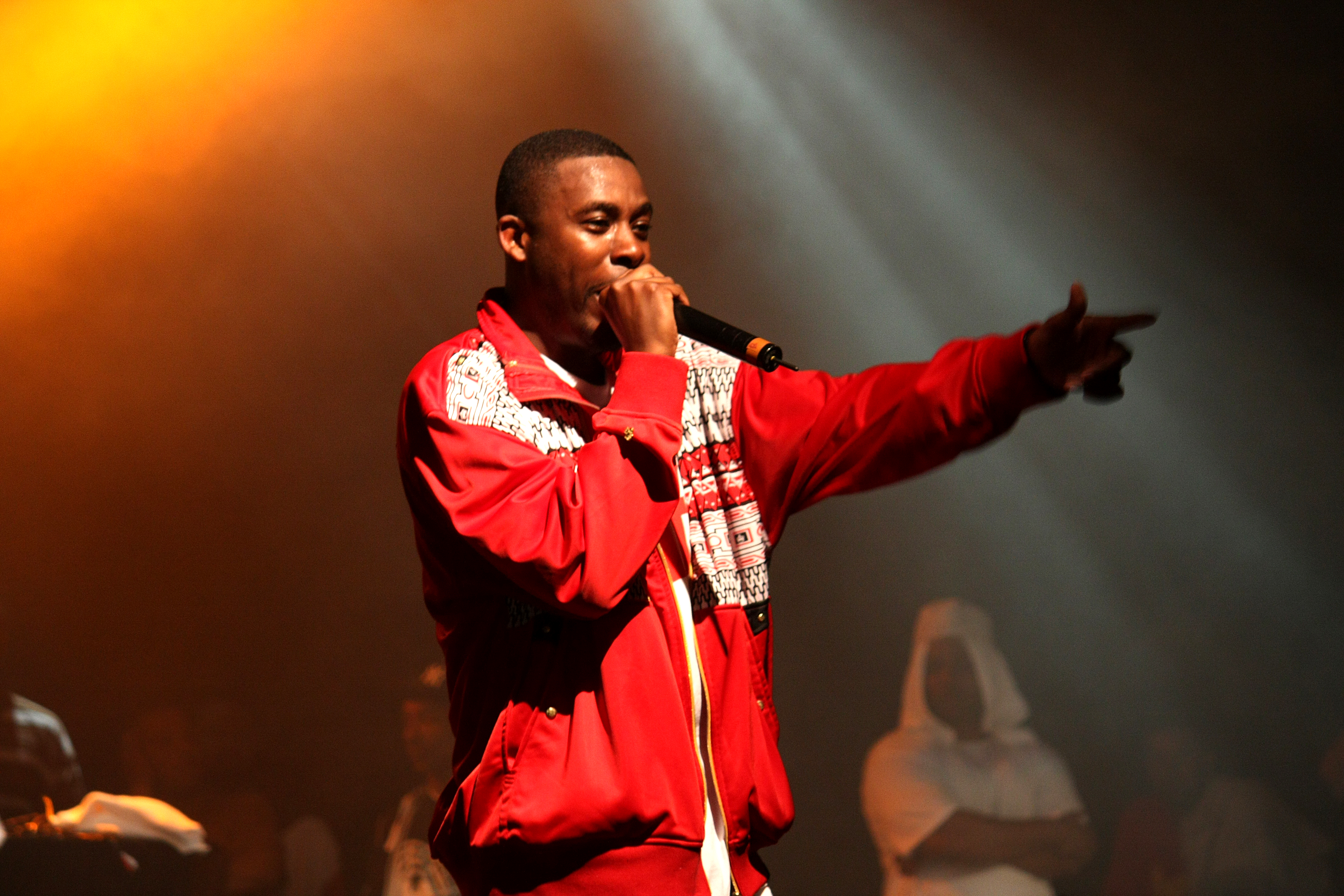
GZA (2008)

GZA (* 22. August 1966 in Brooklyn, New York City; bürgerlich Gary Grice) ist ein US-amerikanischer Rapper sowie Mitglied und Gründer der Hip-Hop-Gruppe Wu-Tang Clan. Bekannt ist er auch unter dem Alias The Genius.

## Biografie
Vor der Gründung des Wu-Tang Clans veröffentlichte er auf Cold Chillin’ Records, dem Label der einstigen Juice Crew unter Marley Marls Führung, sein Debütalbum Words from the Genius. Nach dem Zusammenschluss des Clans und dem als Klassiker geltenden Debüt Enter the Wu-Tang (36 Chambers) konzentrierten sich einzelne Mitglieder auf ihre Soloalben. So auch GZA, der bei Geffen Records einen Vertrag unterschrieb und 1995 das Album Liquid Swords herausbrachte. Es wurde fast ausschließlich von seinem Cousin RZA produziert. GZA gilt als einer der talentiertesten Rapper und ist wie fast alle Wu-Mitglieder trotz nicht mehr so großer Mainstream-Erfolge eine wichtige Figur in der US-HipHop-Szene.
GZA hatte zusammen mit RZA und Bill Murray einen Auftritt in dem Film Coffee and Cigarettes.

## Diskografie

### Studioalben
| Jahr | Titel                      | Höchstplatzierung, Gesamtwochen, AuszeichnungChartplatzierungen (Jahr, Titel, Platzierungen, Wochen, Auszeichnungen, Anmerkungen) | Höchstplatzierung, Gesamtwochen, AuszeichnungChartplatzierungen (Jahr, Titel, Platzierungen, Wochen, Auszeichnungen, Anmerkungen) | Anmerkungen                                         |
| Jahr | Titel                      | UK | US | Anmerkungen                                         |
| ---- | -------------------------- | --- | --- | --------------------------------------------------- |
| 1995 | Liquid Swords              | UK73 Gold · (1 Wo.)UK | US9 Platin · (24 Wo.)US | Erstveröffentlichung: 7. November 1995              |
| 1999 | Beneath the Surface        | UK64 (1 Wo.)UK | US9 Gold · (10 Wo.)US | Erstveröffentlichung: 29. Juni 1999                 |
| 2002 | Legend of the Liquid Sword | — | US75 (7 Wo.)US | Erstveröffentlichung: 10. Dezember 2002             |
| 2005 | Grandmasters               | — | US180 (1 Wo.)US | Erstveröffentlichung: 25. Oktober 2005 mit DJ Muggs |
| 2008 | Pro Tools                  | — | US52 (2 Wo.)US | Erstveröffentlichung: 19. August 2008               |

Weitere Veröffentlichungen
- 1991: Words from the Genius

### Singles
| Jahr | Titel Album                | Höchstplatzierung, Gesamtwochen, AuszeichnungChartplatzierungen (Jahr, Titel, Album, Platzierungen, Wochen, Auszeichnungen, Anmerkungen) | Höchstplatzierung, Gesamtwochen, AuszeichnungChartplatzierungen (Jahr, Titel, Album, Platzierungen, Wochen, Auszeichnungen, Anmerkungen) | Anmerkungen                                                  |
| Jahr | Titel Album                | UK | US | Anmerkungen                                                  |
| ---- | -------------------------- | --- | --- | ------------------------------------------------------------ |
| 1995 | Liquid Swords              | — | US48 (7 Wo.)US | Erstveröffentlichung: 10. Oktober 1995                       |
| 1995 | Cold World Liquid Swords   | — | US97 (3 Wo.)US | Erstveröffentlichung: 28. November 1995 feat. Inspectah Deck |
| 1996 | Shadowboxin’ Liquid Swords | — | US67 (13 Wo.)US | Erstveröffentlichung: 28. März 1996 feat. Method Man         |